# Metallica v. Napster, Inc.
Metallica, et al. v. Napster, Inc. foi um caso de 2000 no Tribunal Distrital dos Estados Unidos para o Distrito Norte da Califórnia, que tratou de violação de direitos autorais, extorsão e uso ilegal de dispositivos de interface de áudio digital. Metallica vs. Napster, Inc. foi o primeiro caso em que um artista processou uma empresa de software de compartilhamento de arquivos ponto a ponto (P2P).

## História
Metallica é uma banda americana de heavy metal formada em 1981 em Los Angeles, pelos músicos James Hetfield (vocal/guitarra) e Lars Ulrich (bateria), com base em São Francisco durante a maioria da sua carreira. Napster foi um serviço pioneiro de compartilhamento de arquivos peer-to-peer (P2P), fundado por Shawn Fanning, que se tornou famoso por permitir o compartilhamento de música digitalmente codificada em formato MP3. Em 13 de abril de 2000, a banda Metallica entrou com um processo contra a Napster, acusando a empresa de violação de direitos autorais e de envolvimento em práticas de extorsão, conforme definido pela Lei de Organizações Corruptas e Influenciadas por Racketeers (Racketeer Influenced and Corrupt Organizations Act – RICO). O processo foi ajuizado no Tribunal Distrital dos Estados Unidos para o Distrito Norte da Califórnia. Esse caso foi movido pouco depois de outro processo contra a Napster, A&M Records, Inc. v. Napster, Inc., que envolvia 18 grandes gravadoras. O caso Metallica v. Napster, Inc. foi a primeira instância amplamente divulgada de um artista processando uma empresa de software P2P, e incentivou outros artistas de destaque a entrarem com ações semelhantes contra a Napster.

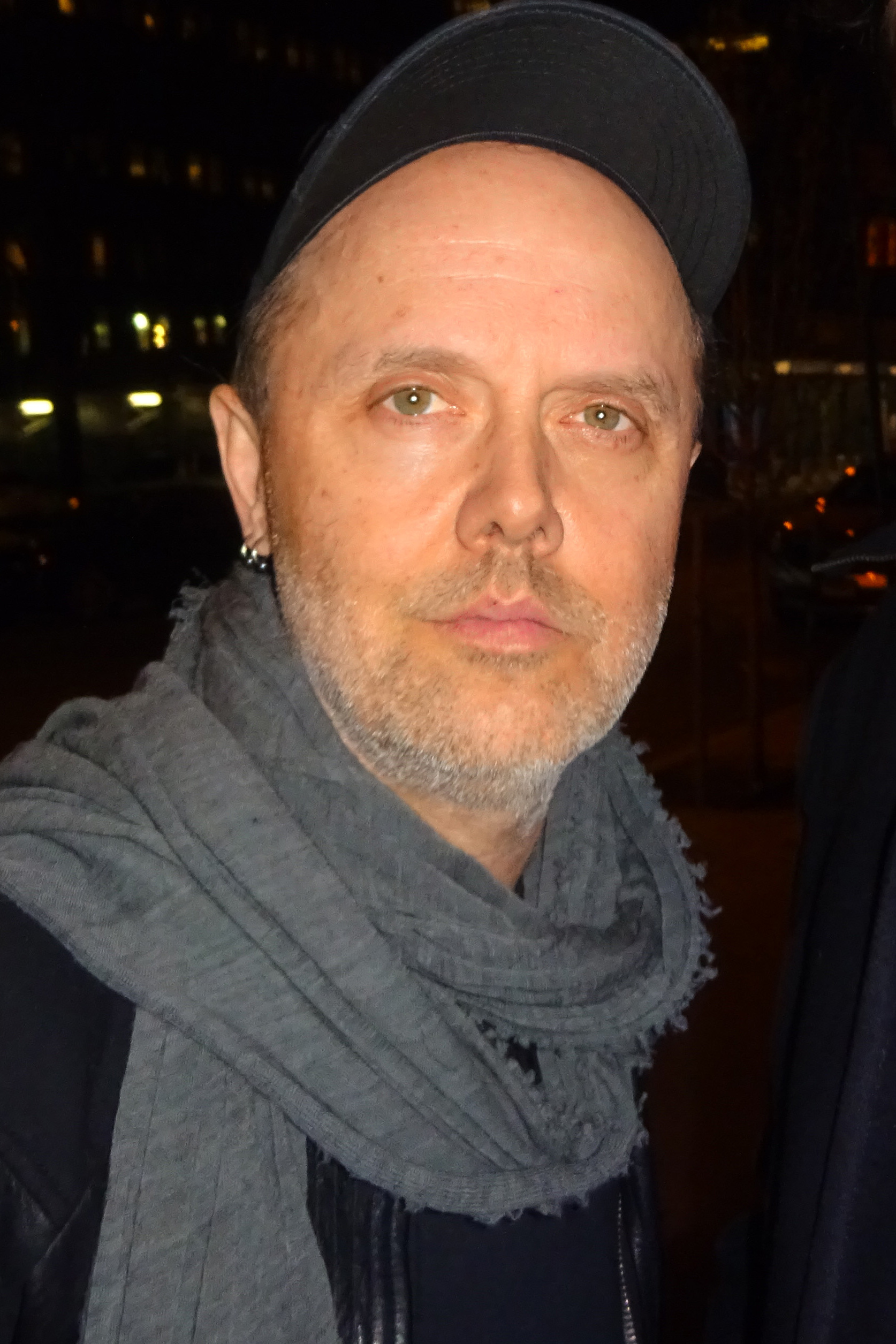
Lars Ulrich

Em 11 de julho de 2000, o baterista do Metallica, Lars Ulrich, leu um depoimento perante o Comitê Judicial do Senado, acusando a Napster de violação de direitos autorais. Ele explicou que, naquele ano, o Metallica descobriu que uma demo da música "I Disappear", que seria lançada na trilha sonora de Mission: Impossible II, estava sendo tocada no rádio. O Metallica rastreou o vazamento até um arquivo na rede de compartilhamento de arquivos peer-to-peer da Napster, onde todo o catálogo da banda estava disponível para download gratuito. Metallica argumentou que a Napster estava permitindo que os usuários trocassem arquivos MP3 com direitos autorais.
Metallica exigiu um mínimo de US$ 10 milhões em danos, a uma taxa de $100.000 por música baixada ilegalmente. Metallica contratou a NetPD, uma empresa de consultoria online, para monitorar o serviço Napster. A NetPD produziu uma lista de 335.435 usuários do Napster que estavam supostamente compartilhando as músicas da banda online em violação às leis de direitos autorais; a lista de 60.000 páginas foi entregue ao escritório do Napster. Metallica exigiu que as suas músicas fossem banidas do compartilhamento de arquivos e que os usuários responsáveis pelo compartilhamento das suas músicas fossem banidos do serviço. Isso levou ao banimento de mais de 300.000 usuários do Napster, embora tenha sido lançado um software que simplesmente alterava o registro do Windows e permitia que os usuários se reconectassem ao serviço com um nome diferente. O processo também incluiu várias universidades a serem responsabilizadas por permitir que os estudantes baixassem músicas ilegalmente nas suas redes, incluindo a Universidade do Sul da Califórnia, a Universidade Yale e a Universidade de Indiana.

### Resultado
Em março de 2001, a juíza do tribunal distrital federal, Marilyn Hall Patel, emitiu uma liminar a favor do Metallica enquanto o caso estava sendo resolvido. A liminar, que era substancialmente idêntica a uma ordem emitida no caso A&M, ordenava que o Napster colocasse um filtro no programa dentro de 72 horas ou seria fechado. O Napster foi forçado a procurar no seu sistema e remover todas as músicas protegidas por direitos autorais do Metallica.
Outros artistas, incluindo Dr. Dre, várias gravadoras e a RIAA, subsequentemente entraram com os seus próprios processos, o que levou ao encerramento de mais 230.142 contas do Napster. Em 12 de julho de 2001, o Napster chegou a um acordo com Metallica e Dr. Dre depois que a Bertelsmann AG BMG demonstrou interesse em comprar os direitos do Napster por US$ 94 milhões. O acordo exigia que o Napster bloqueasse o compartilhamento de músicas de qualquer artista que não quisesse que a sua música fosse compartilhada. Este acordo de US$ 94 milhões foi bloqueado quando o juiz Peter Walsh decidiu que o negócio estava contaminado, pois o CEO do Napster, Konrad Hilbers, um ex-executivo da Bertelsmann, tinha um pé no lado do Napster e outro no lado da Bertelsmann. O Napster foi forçado a entrar com pedido de falência no Capítulo 7 e liquidar os seus ativos.

## Napster
O programa Napster foi originalmente uma maneira para Shawn Fanning, de 19 anos, e os seus amigos em todo o país trocarem músicas no formato MP3. Fanning e os seus amigos decidiram tentar aumentar o número de arquivos disponíveis e envolver mais pessoas, criando uma maneira para os usuários navegarem pelos arquivos uns dos outros e se comunicarem. O Napster entrou no ar em setembro de 1999 e ganhou popularidade instantânea. O número de usuários registrados do Napster dobrava a cada 5-6 semanas. Em fevereiro de 2001, o Napster tinha cerca de 80 milhões de usuários mensais, em comparação com os 54 milhões de usuários mensais do Yahoo!. No seu auge, o Napster facilitava quase 2 bilhões de transferências de arquivos por mês e tinha um valor estimado de mercado entre 60 e 80 milhões de dólares.
Fanning projetou o Napster como um programa de busca e indexação, o que significa que os arquivos não eram baixados dos servidores do Napster, mas sim do computador de um usuário. Os usuários precisavam baixar um programa, o MusicShare, que permitia a interação com os servidores do Napster. Quando os usuários faziam login nas suas contas do Napster, o MusicShare lia os nomes dos arquivos MP3 que o usuário havia tornado públicos e se comunicava com os servidores do Napster para que uma lista completa de todos os arquivos públicos de todos os usuários fosse compilada. Uma vez logado no Napster, o usuário simplesmente digitava o nome do arquivo que queria baixar e clicava no botão de busca para visualizar uma lista de todas as fontes que continham o arquivo desejado. O usuário então clicava no botão de download e o servidor do Napster se comunicava com o navegador MusicShare do host para facilitar a conexão e iniciar o download. Esse método de compartilhamento de arquivos é conhecido como compartilhamento de arquivos ponto a ponto (peer-to-peer).

### P2P
O peer-to-peer é uma arquitetura de aplicativo distribuído que divide tarefas ou cargas de trabalho entre usuários cooperantes. Ao ingressar em uma dessas redes peer-to-peer de nós, os usuários permitem que uma parte dos seus recursos, como poder de processamento, armazenamento em disco ou largura de banda de rede, fique diretamente disponível para outros participantes da rede. Ao utilizar esse tipo de estrutura de aplicativo, qualquer MP3, vídeo ou outro arquivo localizado no computador de um usuário se torna instantaneamente disponível para outros usuários do Napster para download. Essa é uma das principais razões pelas quais o Napster foi tão popular: era fácil de usar e tinha inúmeros arquivos para download. Sendo um dos primeiros do seu tipo, o Napster fez uma contribuição significativa para a popularidade da estrutura de aplicativos peer-to-peer. Muitos outros aplicativos de software seguiram os passos do Napster usando esse modelo, incluindo BearShare, Gnutella, Freenet e o atual aplicativo principal de torrents, como o BitTorrent.

### Problemas envolvendosoftwareP2P
Um dos maiores problemas com o software P2P é a suposição pública de que os usuários utilizam esses programas estritamente para o compartilhamento ilegal de arquivos protegidos por direitos autorais. Existem muitos outros usos associados ao software P2P. Alguns clientes de compartilhamento de arquivos têm sido conhecidos por liberar informações pessoais confidenciais, e vêm acompanhados de spyware, malware ou outros vírus que poderiam permitir que códigos não seguros e não assinados permitissem o acesso remoto a qualquer arquivo no computador do usuário.

### Artistas usando P2P para promoção
A relação entre artistas de música e o software de compartilhamento de arquivos P2P nem sempre é sobre violação de direitos autorais. Num estudo de 2000, foi mostrado que os usuários do Napster que baixavam música gratuita, na verdade, gastavam mais dinheiro com música. Em outro estudo, foi proposto que, ao baixar música gratuita, os usuários podem experimentar novas músicas e descobrir novos gostos, o que pode levar ao aumento das vendas. Vários artistas também apoiaram o Napster e usaram o serviço para promoção. Em 2000, o Limp Bizkit assinou um contrato de $1,8 milhão para promover 23 apresentações ao vivo gratuitas.

## Implicações
Havia muitas pessoas que estavam preocupadas de que a decisão no caso Metallica v. Napster, Inc. afetasse o futuro do compartilhamento de arquivos P2P e outras indústrias derivadas da crescente popularidade da música em MP3. No caso RIAA v. Diamond, a Recording Industry Association of America processou a Diamond Multimedia Systems por produzir um reprodutor portátil de MP3 chamado Rio. A RIAA alegou que o Rio não estava segundo a Lei de Gravação em Casa de Áudio (AHRA), e que, portanto, a sua produção deveria ser interrompida. O Tribunal de Apelações do Nono Circuito decidiu que o Rio não estava coberto pela AHRA que foi projetado simplesmente para permitir que os usuários ouvissem facilmente arquivos MP3 já armazenados nos seus computadores pessoais ou em outros dispositivos de armazenamento pessoal. No caso anterior de Sony Corp. of America v. Universal City Studios, Inc., foi decidido que o VCR da Sony, que permitia aos usuários gravar televisão ao vivo em fitas cassete para assistir mais tarde, não violava a lei de direitos autorais.